# Gaziantep FK
Ne doit pas être confondu avec Gaziantepspor.
Maillots
Le Gaziantep Futbol Kulübü, plus communément appelé Gaziantep FK, est un club de football turc fondé en 1988 et basé dans la ville de Gaziantep.
Le club possède également une section basket-ball.

## Histoire

### Historique
Le club se nommait Gaziantep Büyükşehir Belediyespor avant d'être renommé Gazişehir Gaziantep Futbol Kulübü en 2017. Le 2 octobre 2019, le Gazişehir se renomme une nouvelle fois et prend le nom de Gaziantep Futbol Kulübü.

### Dates clés
- 1988 : Fondation du club sous le nom de Sankospor
- 1999 : Changement en nom en Gaziantep Büyükşehir Belediyespor
- 2016 : Changement de nom en Büyükşehir Gaziantepspor
- 2017 : Changement de nom en Gazişehir Gaziantep FK
- 2019 : Changement de nom en Gaziantep FK

## Personnages du club

### Entraîneurs
| Nom               | Année     |
| ----------------- | --------- |
| Ali Güneş         | 2004–2005 |
| Sedat Karabük     | 2005–2006 |
| Mehmet Şahan      | 2006      |
| Suat Kaya         | 2006–2007 |
| Mehmet Şahan      | 2007–2008 |
| İsmet Savcılıoğlu | 2008      |
| Suat Kaya         | 2008–2009 |
| Bünyamin Süral    | 2009–2010 |
| Erol Azgın        | 2010–2012 |
| Bünyamin Süral    | 2012      |
| Mehmet Şahan      | 2012–2013 |
| Suat Kaya         | 2013      |
| Hasan Özer        | 2014      |

| Nom                   | Année     |
| --------------------- | --------- |
| Mehmet Polat          | 2014      |
| Nurullah Sağlam       | 2014–2015 |
| Hakan Kutlu           | 2015      |
| Bayram Bektaş         | 2015–2016 |
| Metin Diyadin         | 2016–2017 |
| Hüseyin Kalpar        | 2017–2018 |
| Erkan Sözeri          | 2018      |
| Yalçın Koşukavak      | 2018–2019 |
| Mehmet Altıparmak     | 2019      |
| Marius Șumudică       | 2019–2021 |
| Erdal Güneş (interim) | 2021      |
| Ricardo Sá Pinto      | 2021      |
| Erol Bulut            | 2021–2023 |
| Marius Șumudică       | 2023–2024 |
| Selçuk İnan           | 2024-2025 |

## Effectif professionnel actuel
En grisé, les sélections de joueurs internationaux chez les jeunes mais n'ayant jamais été appelés aux échelons supérieurs une fois l'âge-limite dépassé ou les joueurs ayant pris leur retraite internationale.

## Joueurs emblématiques
- Shola Ameobi
- Wissem Ben Yahia
- Serdar Deliktas
- Armand Deumi
- Bekir İrtegün
- Vagif Javadov

## Image et identité

### Couleurs et évolution du blason

Blason jusqu'à 2013
Blason en 2013
?-2019
Blason actuel